# Kian Hansen
Kian Hansen, född den 3 mars 1989 i Grindsted, är en dansk fotbollsspelare som spelar som försvarare för FC Nordsjælland.

## Karriär
I juli 2019 värvades Hansen av FC Nordsjælland.